# Vladimir Quesada
Vladimir Antonio de la Trinidad Quesada Araya (San José, 1966. május 12. – ) Costa Rica-i válogatott labdarúgó és edző. 

## Pályafutása

### Klubcsapatban
1986 és 1999 között a Deportivo Saprissa csapatában játszott, melynek tagjaként hat bajnoki címet (1988, 1989, 1994, 1995, 1998, 1999) szerzett és két alkalommal (1993, 1995) nyerte meg a CONCACAF-bajnokok kupáját.

### A válogatottban
1989 és 1996 között 30 alkalommal szerepelt az Costa Rica-i válogatottban. Részt vett az 1990-es világbajnokságon, de nem lépett pályára egyetlen mérkőzésen sem. Tagja volt az 1991-es CONCACAF-aranykupán szereplő válogatott keretének is.

### Edzőként
2000 és 2001, illetve 2017 és 2019 között a Deportivo Saprissa vezetőedzője volt és két bajnoki címet szerzett. 2020 és 2022 között az U20-as válogatott szövetségi edzője volt. 

## Sikerei, díjai

### Játékosként
Deportivo Saprissa
- Costa Rica-i bajnok (6): 1988, 1989, 1993–94, 1994–95, 1997–98, 1998–99
- CONCACAF-bajnokok kupája (2): 1993, 1995
- UNCAF-klubcsapatok kupája (1): 1998

Costa Rica
- CONCACAF-bajnokság győztes (1): 1989
- UNCAF-nemzetek kupája (1): 1991

### Edzőként
Deportivo Saprissa
- Costa Rica-i bajnok (2): 2018 Clausura, 2023 Clausura